# Constantin Pacea
Constantin Pacea (n. 9 martie 1957, București, România) este un pictor român, fiul lui Ion Pacea.
A plecat din România în 1983, a trăit o perioadă de timp în Germania și Suedia, iar în 1985 s-a stabilit la Paris. Din 1992 lucrează la Paris, București și Altea (Spania).

## Biografie
Constantin Pacea se naște, pe 9 martie in 1957, la București. Este al doilea copil al unei familii de artiști, primul fiind sora sa, Nana. Tatăl, pictorul Ion Pacea, născut în nordul Greciei, într-o familie de negustori macedoneni, mama, Lucrezia, artistă și ea (cu tatăl macedonean, iar mama, Lucia Balamotti, cu origini italiene). Lucrezia, mama, fiind de cultură italiană, Dinu aude și asimilează această limbă de mic copil. Are o copilărie fericită, în special datorită bunicilor din partea mamei, Lucia și Vasile Hagi (Neta și Neto pentru copii), care îi asigură un microclimat de bucurie și protecție .
Intre 1972 si 1976 urmează Liceul Nicolae Tonitza. Dinu pictează tot timpul în atelierul tatălui, în special naturi moarte, ieșind din când în când și la peisaj. Studiază după maeștri, face cópii în creion și ulei după El Greco, Vermeer, Degas, Velasquez, Tizian, Giotto, Fra Angelico, …, sculptura antică egipteană și greacă,..., pictura etruscă,..., și după pictori moderni, preocupare care-l urmărește toată viața.
In 1976 termină liceul și se căsătorește cu Florica Minea.
Urmează cursurile la secția de artă monumentală a Institutului de Artă „Nicolae Grigorescu” din București (sfătuit de tatăl său, pentru a învăța diverse tehnici). Studiile de anatomie din primul an de facultate se concretizează în numeroase picturi intitulate „Anatomii-Oseminte”, reprezentate în spațiu, într-un interior, ori pe o masă. Împreună cu Florica, in 1981, execută lucrarea de diplomă, ulei pe pânză de 3 x 6 metri, „Omul și Universul”, expusă la Muzeul de Arheologie din Constanța.
In 1983 Constantin este invitat sa expună la Galeria Raphael din Franckfurt si pleaca spre Germania cu sotia lui. Sta la Dusseldorf, Koln si Aachen unde face o serie de expozitii. În această epocă îl cunosc pe Peer Mattson, important colecționar de pictură contemporană, care le oferă o bursă de studiu. Își petrec vara anului 1984 pe vastul domeniu al Fundației Mattson, la Varnanas (Suedia).
In 1985, tânărul cuplu se instalează la Paris. In 1989 Constantin și Florica fac prima călătorie în Spania, la Madrid, Barcelona Ibiza și descoperă Altea, un vechi sat mediteranean.
În luna august, moare Ion Pacea, o lovitură survenită brutal, surprinzător. Pleacă grabnic la București, din Spania, unde se afla. Impresionat de tragicul eveniment, și de imaginea tatălui, îi pictează portretul, din memorie.
„13 august 1999 – Altea. În afară de ce mi se întâmplă în clipa de față (golul lăsat de moartea lui Papi), viața mea a fost o înlănțuire de evenimente fericite. Nu îmi doresc nimic anume, nimic special, doar să continue ca până acum”.
(Constantin Pacea, Însemnări din „Caietul albastru, 1997-1999”).
La Altea iese mult la peisaj, adnotând caiete întregi cu peisajele din jurul casei, iar începând cu anul 1998, pictează exclusiv „La Isleta”, imagine care intră în cotidianul său, îl urmăreste și îl preocupă ani de zile, temă obsesională, ca semn.
In 2009 începe o nouă temă cu „Grădini” , „Patios de Sevilla” , și "Visum".
„În pictura mea nu elaborez niciun plan, nimic premeditat, nu intervin, aștept observând desfășurarea evenimentelor și, la momentul oportun, intru în acțiune când lucrurile se impun natural. Nu calculez nimic, dezvolt, fac ca lucrurile să se nască. În tot acest proces, intuiția joacă un rol important. În ciuda unui aparent profesionalism, nu programez și nu stăpânesc nimic. Execuția unui tablou este desfășurarea în timp a unui fapt pictural, în care incertitudinea joacă un rol important, făcând astfel să crească emoția. În tot acest proces, accidentul, imprevizibilul, hazardul joacă un rol capital, și ar fi o eroare să vrei să reproduci asta. Nu se poate copia un accident. Hazardul este natural. ” Constantin Pacea

## Cîteva expozitii
1981 – Expozitie personala al actualul Muzeul al Taranului Roman .
Participă cu două lucrări la Expoziția Internațională de „Desene Lis81”, la Galeria Națională de Artă Modernă din Lisabona. 
Trimite trei desene la Expoziția Internațională de Artă Grafică „Arteder 82”, la Muzeul de Artă Modernă din Bilbao, la a doua Trienală de Desen – Nüremberg, Germania Federală și la Muzeul Cantonal din Lausanne, Elveția.
1983 – Participă cu un desen la a patra Competiție de desen de la Barcelona, Spania.
1984 – Organizează o serie de expoziții la Galeria Wallner și Roda Traden din Malmö, și la Galeria Angel, din Lund.
Expune împreună cu Florica Pacea, la Galeria Raphael din Frankfurt, și la Galeria Rautenberg, din Aachen.
1986 – Galeria 44 și primăria orașului Kaarst-Düsseldorf îi organizează o importantă expoziție personală, cu lucrări din anii 1980-86, 
iar în anul următor, aceeași galerie îl prezintă la International Artfair, din Chicago, SUA.
1987 – Împreună cu Florica Pacea, organizează, la Galeria Janine Lorcet din Paris, expoziția „Energie contemplativă”.
„Le Livre dans tous ses états” - Bibliothèque Louis Aragon – Choisy-Le-Roy. 
„Livre d’Artiste” - Galeria Caroline Corre - Paris.
Expune la „Figuration Critique”, Grand Palais -Paris, iar ulterior, 
împreună cu Florica Pacea, la Galeria Gijzenrooi în Geldrop, Olanda.
1988 – Participă la expoziția „Signes, schémas, images”, Acropolis, Nice. 
„Livres d’Artistes” - Maison du livre, de l’image et du son – Villeurbanne.
1989 – Participă la „1ère Biennale du livre d’artiste” , Uzerche. 
„Magicien de ma Terre” - Galeria Caroline Corre - Paris.
„Délires de livres”, Centre Culturel de Boulogne-Billancourt.
1990 – Expoziție de grup „Le Livre dans tous ses états” la Galeria Caroline Corre Paris și la Galeria Huguette Bultel – Strasbourg.
1991 – Participă la S.A.G.A. - Grand Palais, Paris.
1992 – Expune, împreună cu sculptorul Jan Van Depol, la Galeria Gijzenrooi Geldrop – Olanda.
1993 – Expoziție de grup la Galeria Riol – Madrid.
1994 – Ionel Petrov’ Gallery prezintă One-man-show – Constantin Pacea, la Târgul Internațional „Lineart” la Gand – Belgia.
1998 – Este invitat să organizeze o expoziție personală la Fundația E. Scholtter din Altea, Spania.
2006 – Fundația Schlotter din Altea îl invită, pentru a doua oară, pentru o nouă expoziție personală – intitulată „Vistas desde La Olla de Altea”.
2008 – Galeria Nordenhake din Stockholm îl prezintă în expoziția de grup „Agents”, cu lucrarea „Diptych Yellow Brown Ocre” -datată 1984.
2012 – Împreună cu Dorin Crețu și Radu Tuian organizează expoziția „Jardins Intérieurs”, la Galeria Maket, din Paris.
2014 – Expoziția „Constantin Pacea - o retrospectivă”, Muzeul Național al Țăranului Român.